# Chansons nouvelles
Albums de Plume Latraverse
Le lour passé de Plume Latraverse Vol. IV Le lour passé de Plume Latraverse Vol. V
Chansons nouvelles est un album du chanteur, auteur et compositeur québécois Plume Latraverse sorti en 1994, puis réédité en 2008 sous le nom de Chansons nouvelles revisitées.

## Liste des titres
| No  | Titre                                | Durée |
| --- | ------------------------------------ | ----- |
| 1.  | Intro hit                            |       |
| 2.  | Six moineaux                         |       |
| 3.  | Immatérielle Daynise                 |       |
| 4.  | Cahin-caha (Tarapâpu!)               |       |
| 5.  | Les Patineuses                       |       |
| 6.  | Revirement majeur                    |       |
| 7.  | Quelle histoire!                     |       |
| 8.  | L'Ange exterminateur                 |       |
| 9.  | Le Lac multicolore                   |       |
| 10. | Les Quatre Vérités                   |       |
| 11. | 1837                                 |       |
| 12. | Quand Rousseau...                    |       |
| 13. | La Balade en radeau                  |       |
| 14. | Si...                                |       |
| 15. | Le Tapis volant                      |       |
| 16. | Les Grands Moyens (Ma femme me tape) |       |
| 17. | Les amoureux s'en vont               |       |
| 18. | Elle avait                           |       |
| 19. | Un nerf dans la tête                 |       |
| 20. | Le Chant de l'égoutier (du 350e)     |       |
| 21. | Plastiquement vôtre!                 |       |
| 22. | Les Soleils couchants                |       |